# Favorinus vitreus

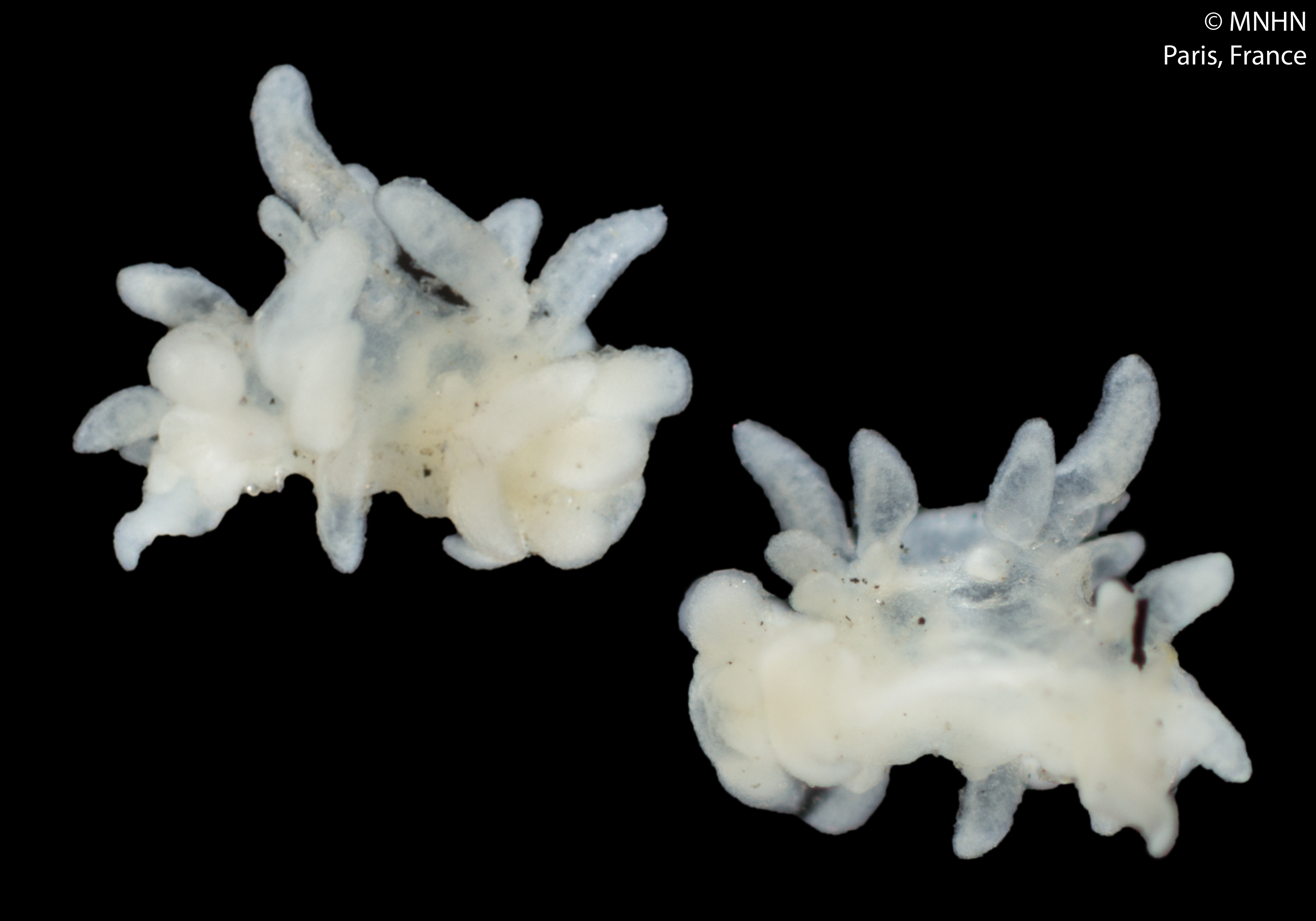

Favorinus vitreus é uma espécie de molusco pertencente à família Facelinidae.
A autoridade científica da espécie é Ortea, tendo sido descrita no ano de 1982.
Trata-se de uma espécie presente no território português, incluindo a zona económica exclusiva.